# 명예훼손
명예훼손(名譽毁損, 영어: defamation, calumny, vilification, traducement)은 개인, 회사, 상품, 단체, 정부 또는 나라에 부정적인 인상을 줄 수 있는 거짓 주장, 특별히 언명되거나 사실임을 암시한 진술을 전달하는 것과 남에 대한 허위사실을  유포하는 것을 말한다. (국제적인 규정과 달리, 대한민국법의 경우에는 사실도 명예 훼손에 포함된다.) 명예에 관한 죄의 역사는 고대 로마법과 게르만법에서 연혁한다. 로마법의 injuria가 명예침해를 내용으로 하는 범죄임에는 의문이 없다. 다만 그것은 고유한 의미에서의 명예침해(infamatio) 이외에 상해 · 주거침입 · 비밀침해와 같은 객관화된 인격침해를 포함하는 종합개념으로 파악할 수 있다. 그러나 상해 · 주거침입 · 비밀침해가 독립된 범죄로서의 지위를 차지함에 따라 injuria는 명예침해죄로서의 의미를 갖게 되었다. 국가에 따라서, 형법 또는/및 민법에서 명예훼손을 다룬다. 미국의 대부분의 주와 서유럽 각국에서는 민사상 불법행위(tort)만 되며, 형사상 범죄(crime)로 성립이 안 되는 경우가 일반적이다.

## 대한민국
형법에서는 공연히 즉 불특정 또는 다수인에게 전파가능성이 있게 사실 또는 허위의 사실을 적시하여 명예를 훼손한 경우에 처벌을 받는다. 그러나 공공의 이익에 관한 사항에 관하여 진실한 사실을 적시한 경우에는 위법성이 조각되어 무죄가 된다. 단, 적시 내용이 반드시 진실일 사실일 필요는 없고 진실이라고 믿을 만한 상당한 이유가 있는 경우에는 죄가 성립되지 않는다. 민법에서는 명예훼손은 불법행위로서 손해배상책임을 부담한다.
형법 제310조는 제307조의 명예훼손행위가 1. 진실한 사실로서 2. 오로지 공공의 이익에 관한 때에는 위법성이 조각되는 것으로 규정하고 있다. 진실성과 공공성에 대하여 누구에게 입증책임이 있는지 문제된다.
1. 피고인부담설(거증책임전환설)
2. 검사부담설

범죄 성립의 증명은 공소를 제기하는 검사가 객관적인 증거에 의하여 입증하여야 하기에 "진실성과 공공성에 반한다"는 것도 검사가 당연히 입증하여야 하는 것으로서 피고인의 증명방법은 "자유로운 증명으로 족하다"면서 입증부담을 완화하고 있다.

## 일본
일본법의 명예훼손은, 타인의 명예를 훼손하는 것을 의미한다. 일본에서는, 민사·형사의 두 가지로 대처할 수 있다.

#### 민사
민사에서는 불법행위의 유형을 정하고 있다. 원칙적으로, 객관적인 사회적 평가가 이러한 유형에 의해 보호되며, 단순한 주관적 명예 감정의 침해는 포함되지 않는다. 특히, 명예 감정의 침해도 불법행위의 일반의 요건을 만족하는 경우에는 명예훼손은 별도의 불법행위가 될 수 있다.
민사상 손해의 회복은 원칙으로서 금전에 의하지만, 명예훼손에 대하여는 손해배상 외에는 '명예를 회복하는 적당한 처분'을 명할 수 있다. 조치를 내리는 것이 필요한 경우는 명예훼손이 사회적 평가를 저하시키는 행위이기 때문이다. 이 조항은 피해자의 복수 감정을 만족시키기 위한 것이 아니다.

#### 형사
형사에서는 '공연히 사실을 적시하여 사람의 명예를 훼손한 경우 성립한다'고 설명되어 있다. 이 경우 '사람'은, 자연인, 법인, 법인이 아닌 단체 등을 포함한다. 단, 미국인이나 동경인 등의 정해지지 않은 막연한 집단은 포함하지 않는다.
통설로는, 명예훼손은 추상적 위험범으로 여겨진다. 즉, 외부적인 명예가 현실에서 침해되는 것이 필요하지 않고, 그 위험이 발생하는 것만으로 성립한다.
사실의 유무, 진위를 묻지 않는다. 단, 공공의 이익에 대한 사실에 대한 것을 전적으로 공익 목적으로 적시한 결과 명예를 훼손하게 된 경우에는, 이 사실이 사실임을 증명할 수 있는 경우에 처벌되지 않는다.
죽은 사람의 명예가 훼손된 경우에는, 그 사실이 객관적으로 허위가 아니라면 처벌되지 않는다. 단, 명예훼손 후, 명예를 훼손한 사람이 죽은 경우, 통상의 명예훼손죄로서 취급되어, 해당 사실이 허위가 아니었다는 것만으로 면책되지 않는다.

#### 조각(阻却) 요건
민사건 형사건, 이하의 명예훼손의 '성립조각요건'에 준하는 경우, 그 책임을 묻지 않는다.
1. 공공의 이익에 관한 사실에 관련됨 (공공성)
2. 그 목적이 공익을 의도한 것임 (공익성)
3. 사실의 진위를 판단하여 진실이라는 증명이 있음 (진실성)

진실성에 있어서는 반드시 진실일 필요 없이, 그 진실을 진실로 오인할 만한 이유가 인정되는 경우(확실한 증거와 근거에 기초한 경우 등)라면 진실성의 결여를 이유로 하여 책임을 묻지 않는다.
이상의 요건은 형법상의 규정이지만, 민사에서도 위의 3요건이 갖추어지면 위법성이 없어 불법행위에 해당되지 않는다고 해석되고 있다.

## 독일
독일의 명예훼손죄 규정과 판례 등을 살펴보면, 독일 형법 제186조의 명예훼손죄(Üble Nachrede)에 따르면 타인의 인격적 가치를 저하시킬 수 있는 사실을 적시하고, 그 적시한 사실이 진실임을 증명하지 못하는 한 행위자는 본 죄로 처벌된다. 아울러 이러한 허위의 사실을 공연히(öffentlich) 적시하거나 출판물 등에 의해 유포한 경우에는 형을 가중한다.

## 미국
|                                                      |
| 불법행위법                                           |
| 영미법 시리즈                                        |
| 과실                                                 |
| 주의의무 · 주의기준                                  |
| 근인 · 사실추정의 원칙                               |
| 과실계산 · 가해자 완전책임                           |
| 과실의 정신적 가해행위                               |
| 구조원칙 · 구조의무                                  |
| 법률상 불법행위                                      |
| 제조물책임법 · 고위험 행위                           |
| 불법침입인 · 승낙출입자 · 고객                       |
| 유인적 위험물                                        |
| 재산관련 불법행위                                    |
| 불법침해 · 컨버전                                    |
| 압류동산회복소송 · 동산점유회복소송 · 횡령물회복소송 |
| 유해물                                               |
| 근린방해 · 라일랜즈 대 플레처 판결                   |
| 의도적 불법행위                                      |
| 폭행위협 · 폭행 · 불법감금                           |
| 정신적 피해                                          |
| 승낙 · 필요 · 자기방어                               |
| 명예관련 불법행위                                    |
| 명예훼손 · 사생활 침해                               |
| 신뢰훼손 · 절차악용                                  |
| 악의적 기소                                          |
| 경제적 불법행위                                      |
| 사기 · 불법적 간섭                                   |
| 음모 · 영업방해                                      |
| 의무, 변론, 구제방법                                 |
| 상대적 과실과 과실 기여                              |
| 명백한 회피 기회 원칙                                |
| 상급자책임 · 동의는 권리침해 성립을 조각             |
| 패륜적 계약에서 채권발생 없다                        |
| 손해배상 · 금지명령                                  |
| 영미법                                               |
| 미국의 계약법 · 미국의 재산법                        |
| 미국의 유언신탁법                                    |
| 미국의 형법 · 미국의 증거법                          |

미국의 법은 각 주마다 다르며, 명예훼손에 대한 법도 그러하다. 미국의 불법행위법내 명예훼손이란 가해자가 고의 또는 과실로 피해자의 명예를 훼손하는 사실을 피해자가 아닌 제 3자에게 공개한 경우 이에 대하여 손해배상의 책임을 지우는 것을 말한다. 만약 가해자가 피해자에게만 명예훼손하는 발언을 하였다면 불법행위상 명예훼손이 성립되지 아니한다. 명예훼손은 서면이냐 구두냐에 따라 2가지로 나뉜다. '구두 명예훼손'은 악의적이고, 거짓의, 그리고 비방하는 진술 또는 보고이며, '문서 명예훼손'은 기록물 또는 영상 같은 다른 형식의 전달을 말한다.

#### 서면에 의한 명예 훼손
서면에 의한 명예훼손(libel)공안을 해하거나 혹은 개인의 명예를 해하는 내용을 가지는 게시된 문서, 도화 또는 상기 문서, 도화를 게시하는 행위를 가리킨다. 공인에 관한 것은 범죄이고 사인에 관한 것은 범죄인 동시에 불법행위이다.

#### 구두에 의한 명예 훼손
구두에 의한 명예 훼손(slander)은 구두에 의하여 타인의 명예를 훼손하는 것으로서 불법행위의 일종이다.

#### 차이점
서면과 구두에 의한 명예 훼손의 차이는 구두 명예훼손의 경우, 사형 또는 징역에 처해지는 죄를 범했을 경우, 직업 또는 영업에 관하여 부적격, 불성실한 경우, 사람이 꺼리는 전염병에 걸린 경우, 여자에게 부정행위가 있는 경우 외에는 실제로 그러하다는 것을 입증하지 않으면 안된다는 점이다.

#### 오해를 낳는 공표에 대한 법
'오해를 낳는 공표에 대한 법'은, 주로 원고의 정신적 또는 감정적인 행복을 보호하기 위한 것이다. 만일 정보의 출판이 거짓이라면, 불법적인 명예훼손이 일어날 수 있다. 그러한 전달이 기술적으로는 거짓이 아니지만 여전히 오해를 준다면, '오해를 낳는 공표'로 위법이 될 수 있다.

#### 면책사유
다음의 경우에는 면책사유가 되며 명예훼손이 성립하지 아니한다.
1. 동의- 피해자가 명예훼손에 동의한 경우이다.
2. 진실- 내용이 진실일 경우 불법행위가 성립하지 아니한다.
3. 면책특권- 절대적 면책특권이나 상대적 면책특권이 존재한다. 절대적 면책특권은 국회의원이나 판사, 고위관리가 업무수행을 위해 행한 발언에 부여된다. 상대적 면책특권은 하급 공무원이 업무관련하여 행한 발언이나 정부의 행정기록 공개등에 부여된다.

대부분의 관할권은  시민 그리고/또는 범죄자가 여러 종류의 명예 훼손을 막고, 근거 없는 비판에 대하여 응수하는 법적 조치를 허용한다. 관련 내용으로, 사적인 일을 일반에 폭로하는 경우가 있는데, 누군가가 대중의 관심 대상이 아닌 정보를 드러내어 분별 있는 사람의 마음에 상처를 주는 경우이다. "문서 비방(libel)과는 달리, '진실'은 사생활 침해에 대한 변명이 되지 않는다"
2번의 조항은 한국의 법 체계와 다른 점인데, 한국의 명예훼손죄에서는 사실을 적시한 경우에도 명예훼손이 성립한다고 판시하고 있기 때문이다.

#### 관련 판례
- Wilson v. Interlake Steel Co. (1982) 32 Cal. 3d 229
- Whitby v. Associates Discount Corp., 59 111. App. 2d 337, 207 NE2d 482 (1965).
- Armory Park v. Episcopal Community Services, 148 Ariz. 1, 712 P.2d 914 (1985).
- Burgess v. Tamaño, 370 f. Supp. 247 (D. Maine 1973).
- Craig v. Wright, 1938 OK 82 76 P.2d 248 182 Okla. 1968.

## 오스트레일리아
오스트레일리아 법률은 영국의 법령에 가깝게 해당 명예 훼손이 도입되었다. 즉, Lange v Australian Broadcasting Corporation(1997년)에서 확립된 정치적 성향이 관련이 되었고, 정부 권력에 대한 묵시적인 헌법 제한에 대해서 명예 훼손의 영국 법률을 따르는 경향이 있다.
2005년에는 기존에 호주 지역별 명예 훼손법이 통합되어, 호주 전역에 걸쳐 명예 훼손법이 도입되었다. 이 법은 다음의 사항을 포함하여 기존의 관습법에서 여러 가지 변화를 가져왔다.
- 명예 훼손과 중상 모략 사이의 구별 폐지[9]
- 피고가 공개 상황이 원고에게 해를 끼치 지 않을 것이라는 것을 증명하면, 명예 훼손죄의 공개에 대한 방어가 되는 사소한 사안을 포함하여, 새로운 방어를 제공한다. 즉 피고를 보호한다.
- 단 해당 출판물이 악의에 의해 저술이 되었다는 증거가 있으면 명예 훼손에 대한 방어가 무효화 될 수 있다.

### 호주의 고등법원 판결
2002년 12월 10일, 호주 고등 법원은 다우 존스 대 굿닉의 인터넷 명예 훼손 소송에서 판결을 냈다. 호주 정부의 명예를 훼손한 인터넷 출판물은 호주 명예 훼손 법에 따라 책임을 질 수 있다는 판단이 나왔다. 이 사건은 전 세계적으로 주목을 받았으며, 명예 훼손의  사례가 되었다. 다우 존스 (Dow Jones) v 구트 닉 (Gutnick)을 앞선 유사한 사건은 영국의 베레조프스키 (Berezovsky) 대 포브스 (Forbes) 다.

### 호주의 고등법원 판결에 국외 반응
여러 가지 관습법 관할권 중 일부 미국인은 구트 닉 결정에 대한 내재적이고 과민한 반응을 보였다. 다른 한편, 결정은 잉글랜드, 스코틀랜드, 프랑스, 캐나다 및 이탈리아와 같은 많은 다른 관할권에서 비슷한 결정을 반영한다.

### 2006년 통합된 명예 훼손법 제정
2006년 1월 1일 호주에서 명예 훼손 혐의로 고소 될 수있는 권리를 엄격히 제한하는 호주의 통일적인 명예 훼손 법 개혁이 있었다. (명예 훼손 법령 Defamation Act 2005 (빅), 9 페이지 참조). 이로 인해 주 및 테리토리의 명예 훼손 관련 법이 비슷하다. 명예 훼손의 일반 금지 규정에서 제외 된 유일한 기업은 비영리 법인 또는 직원 수가 10 명 미만이며, 다른 회사와 제휴하지 않은 비영리 법인이다. 그러나 원고는 명예 훼손이 악의로 만들어졌으며, 경제적 손실을 초래했음을 입증해야 명예훼손 죄로 고소가 가능하다, 또한, 회사는 여전히 명예 훼손보다 더 큰 중상모략을 통해 입은 거짓 소송에 대해는 명예 훼손으로 고소 할 수 있다.

### 2006년 통합된 명예 훼손법의 상세
2006년 개혁은 또한 호주의 모든 주에서 무조건적인 방위로서의 진리즉 사실을 적시한 경우에는 명예 훼손에 해당되지 않는다는 유용성을 입증했다. 이전에는 많은 국가에서만 공공의 이익이 존재한다는 조건하에 사실의 적시, 즉 진리를 방어 할 수 있었다. 피고는 명예 훼손죄가 사실임을 입증 한다.
원고를 위한 변호사는, 원고 역시도 잠재적인 피고인이 될수 있기에, 수만 달러의 즉각적인 지불을 요구하면서, 종종 자체적인 이익을 위해, 변호 하기위한 초기 고비용을 요청 한다. 원고가 명예 훼손 소송을 당할 확률이 거의 없거나 법원에 사건을 수락 할 권한이 없는 경우에도, 그러한 사례의 예측할 수 없는 결과이므로, 보통 명예 훼손의 합법적 인 작업이 시작되기 전에 부터,  변호사는 대규모 지불을 요구하는 경우가 있다.

### 2015년 호주 대법원의 요약 규정
현재 오스트레일리아에 서있는 법률은 사우스 오스트레일리아 주 대법원의 Justice Blue에 의한 Duffy v Google의 2015년 사례에 요약되어 있다.
명예 훼손의 불법 행위(Tort) 다음 몇 가지 항목으로 구분될 수 있다.
- 피고는 제 3 자에게 출판물에 참여 되어 있다.
- 저술된 내용에 명예 훼손으로 의심되는 구절이 들어있다.
- 저술된 내용의 고의성을 갖고 있다.
- 고의적 전가는 원고에 관한 내용이다.
- 고의적 저술은 원고의 명성에 해를 끼치고있다. [:para 158

### 최근 명예 훼손법 적용 사례
명예 훼손 법의 최근 사례는 호주 연방 법원에서 들었던 Hockey v Fairfax Media Publications Pty Limited [2015]이다. 이 판결문은이 사건에서와 같이 명예 훼손이 될 수있는 트윗이 비록 3 단어로 구성되어 있음에도 명예 훼손내용이 됨을 강조한다.:para 158}}

## 같이 보기
- 모욕죄
- 명예훼손죄
- 사생활침해
- 표현의 자유
- 불법행위
- 허위사실유포

## 참고 문헌
- 서철원,《미국 불법행위법》,법원사, 2005. (ISBN 8991512011)
- 이상윤,《영미법》,박영사, 2003.
- Black's Law Dictionary 1486 (8th ed. 2004).
- 박용상, 명예훼손법, 현암사, 2008.